# Christian Castillo
Christian Giovanni Castillo Martínez (ur. 25 sierpnia 1984 w San Salvador) – salwadorski piłkarz występujący na pozycji pomocnika.

## Kariera klubowa
Castillo zawodową karierę rozpoczynał w 2002 roku w klubie Telecom San Salvador. Spędził tam 4 lata, a w 2006 roku odszedł do CD Chalatenango, którego barwy reprezentował przez kolejne 2 lata. W 2008 roku trafił do zespołu Alianza San Salvador. W 2009 roku został wypożyczony do meksykańskiego Club León. W tym samym roku został wykupiony przez ten klub z Alianzy.
Na początku 2010 roku został wypożyczony do amerykańskiego DC United. W MLS zadebiutował 28 marca 2010 roku w przegranym 0:4 pojedynku z Kansas City Wizards. W DC United występował przez pół roku, a latem 2010 roku wypożyczono go do Alianzy San Salvador.

## Kariera reprezentacyjna
W reprezentacji Salwadoru Castillo zadebiutował w 2007 roku. 14 sierpnia 2008 roku w przegranym 1:3 towarzyskim meczu z Trynidadem i Tobago strzelił pierwszego gola w drużynie narodowej.
W 2009 roku został powołany do kadry na Złoty Puchar CONCACAF. Zagrał na nim w pojedynkach z Kostaryką (2:1), Kanadą (0:1) oraz Jamajką (0:1). Tamten turniej Salwador zakończył na fazie grupowej.

## Afera korupcyjna
Christian Castillo został dożywotnio zawieszony przez Federację Salwadoru (FESFUT) wraz z 13 innymi reprezentantami tego kraju za udział w ustawianiu meczów. Zawodnicy mieli dopuścić się czynów korupcyjnych co najmniej przy czterech meczach międzynarodowych. Zakaz dotyczy pracy w środowisku piłkarskim w jakiejkolwiek roli.